# Urocitellus townsendii
Urocitellus townsendii — вид гризунів родини Sciuridae. Він зустрічається у високих пустельних чагарниках у кількох районах США.

## Морфологічна характеристика
Довжина голови й тулуба становить від 200 до 232 міліметрів, довжина хвоста становить від 32 до 54 міліметрів. Вага від 125 до 175 грамів, причому самці трохи важчі за самиць. Тварини мають однотонний блідо-димчасто-сірий колір спини з рожево-пісочним відтінком. Щоки і задні лапи мають світло-червоний або іржаво-червоний відтінок. Черево від білого до кремово-білого, а також рожево-пісочного відтінку. Хвіст зверху димчасто-сірий, а знизу коричнево-коричневий.

## Поширення
Ендемік. Цей вид обмежується долиною річки Якіма у Вашингтоні в Сполучених Штатах, на захід від річки Якіма та на пагорбах Хорс Хевен Хіллз на південь від долини. Цей вид зустрічається в основному у високих пустельних чагарниках. Зазвичай трапляється на добре дренованих ґрунтах, особливо на насипах.

## Спосіб життя
Він виходить зі стану спокою наприкінці зими або ранньою весною (самці перед самками), але повертається до стану спокою в травні-липні, коли трава висихає. Може мати окремий період активності восени. Найбільш активний він рано вранці. Він створює великі системи нір. Молодняк народжується в гніздовій камері в підземній норі. Основний раціон цього виду — трав'яниста рослинність і насіння; він також може їсти деякі частини кущів і тваринний матеріал. Може лазити по кущах під час пошуку їжі.

## Загрози й охорона
Залишилося менше 10% початкового середовища існування виду, і більша частина його ареалу знаходиться на приватних землях. Цей вид завдає шкоди сільському господарству в деяких районах і був предметом програм контролю.
Відомо, що цей вид не зустрічається в охоронних зонах.